# Park Hae-soo
Park Hae-soo, född 21 november 1981 i Suwon, är en sydkoreansk skådespelare. Han är mest känd för sina huvudroller i TV-serierna Prison Playbook (2017–2018) och Squid Game (2021). Han har också medverkat i filmer som By Quantum Physics: A Nightlife Venture (2019) och Time to Hunt (2020).

## Filmografi

### Film
| År   | Titel                                   | Roll                | Anmärkningar |
| ---- | --------------------------------------- | ------------------- | ------------ |
| 2014 | The Pirates                             | Hwang Joong-geun    |              |
| 2015 | Minority Opinion                        | Goo Hwans assistent |              |
| 2016 | Master                                  | Soldat i hatt       |              |
| 2019 | By Quantum Physics: A Nightlife Venture | Lee Chan-woo        |              |
| 2020 | Time to Hunt                            | Han                 | Netflix film |

### TV
| År        | Titel                      | Roll          | Anmärkningar            |
| --------- | -------------------------- | ------------- | ----------------------- |
| 2012      | God of War                 | Kim Yun-hu    |                         |
| 2015–2016 | Six Flying Dragons         | Yi Ji-ran     |                         |
| 2016      | The Legend of the Blue Sea | Hong Dong-pyo |                         |
| 2017–2018 | Prison Playbook            | Kim Je-hyuk   |                         |
| 2018      | Memories of the Alhambra   | Agent A       | Cameo (avsnitt 1,2,4,8) |
| 2019      | Persona                    | Baek Jeong-u  | Segment "Samlare"       |
| 2021      | Squid Game                 | Cho Sang-woo  | Huvudroll               |